# Lindus
Lindus är ett berg i Spanien, på gränsen till Frankrike.   Det ligger i provinsen Provincia de Navarra och regionen Navarra, i den nordöstra delen av landet, 300 km nordost om huvudstaden Madrid. Toppen på Lindus är 1 211 meter över havet, eller 76 meter över den omgivande terrängen. Bredden vid basen är 1,3 km.
Terrängen runt Lindus är huvudsakligen kuperad. Runt Lindus är det mycket glesbefolkat, med 2 invånare per kvadratkilometer. Närmaste större samhälle är Elizondo, 18,4 km nordväst om Lindus. I omgivningarna runt Lindus växer i huvudsak blandskog.